# جینبو کورانوسوکه
جینبو کورانوسوکه (به ژاپنی: 神保 内蔵助 Jinbo Kuranosuke); ۱ ژانویهٔ ۱۸۱۶ – ۸ اکتبر ۱۸۶۸) سامورایی در اواخر دوره ادو در خدمت خاندان ماتسودایرا در آیزو اهل ژاپن بود. وی در جنگ بوشین نبرد کرد.